# Castello di Ceppaloni
Il castello di Ceppaloni è un monumento della Campania di proprietà del Comune di Ceppaloni. La sua fondazione, almeno dagli elementi ancora visibili, risale al periodo normanno e ha subito modifiche nel corso del tempo, soprattutto in epoca angioina e aragonese.

## Storia

### Il periodo Normanno
Il castello di Ceppaloni si erge su di uno sperone roccioso che domina la sottostante valle del fiume Sabato. Le prime notizie storiche circa la sua esistenza ci riportano agli inizi del XII secolo, al tempo dei normanni, quando era tenuto da Raone II di Fraineta, signore di Ceppaloni. Non si può escludere, però, che già in epoca romana o longobarda vi fosse nello stesso sito un fortilizio, ipotesi questa che necessita di conferme sul piano archeologico.
Comunque la costruzione ad opera dei normanni è da collocarsi nella seconda metà dell'XI secolo. 
Il castello, come pochi altri nella regione, venne a trovarsi in una posizione geopolitica particolare, trovandosi con il suo territorio nel regno di Napoli, al confine con le terre di Benevento che dal 1077 al 1860 appartennero, salvo brevi periodi, allo Stato Pontificio. Dal castello era infatti possibile controllare l'accesso alla città di Benevento dalla valle del Sabato, poco lontano dallo stretto di Barba, punto obbligato di passaggio dell'antica via Antiqua Majore che, imboccando la stretta gola, collegava Benevento a Salerno, passando per Avellino.
Durante le dispute tra papato e i normanni, agli inizi del XII secolo il castello, di cui era signore Raone II di Fraineta, divenne la base di varie scorrerie a danno dei beneventani.
Nel 1128 papa Onorio II, riappacificato con Ruggero II, vi soggiornò e da qui diede ordine di far saccheggiare la città di Benevento, colpevole di non avergli consegnato i congiurati che l'anno prima avevano ucciso il rettore Guglielmo.
I beneventani, esasperati dai continui attacchi di Raone III di Fraineta, ribelle anche a re Ruggero, riuscirono con l'aiuto di quest'ultimo ad abbattere il castello. Fu poi lo stesso re Ruggero che ricostruì il castello e che nel corso di un viaggio visitò l'oppidum Cepparunum dando disposizioni affinché si rendesse più munito e forte.

### Il periodo Svevo – Angioino
Nel periodo federiciano Ceppaloni venne coinvolta per l'ennesima volta nei conflitti tra papato e impero. Il castrum durante la reggenza della regina Costanza, madre di Federico II, e sino al ritorno di questi nel 1220, fu occupato dai beneventani che vi tenevano un castellano. Nel 1229 il castello subirà una seconda distruzione, questa volta ad opera dell'esercito pontificio e dei guelfi beneventani, che approfittando dell'assenza dell'imperatore Federico II partito per la crociata, lo incendiarono dopo aver assaltato Apice e Montefusco. Al suo ritorno Federico II rioccupò con la forza Ceppaloni e le altre terre invase.
Durante il periodo angioino, il castello continuò ad essere parte integrante della difesa, ad esso era preposto un castellano di nomina regia. Il castello era in amministrazione mista regia e feudale. Il feudo di Ceppaloni fu dato, infatti, in concessione a militi di origine francese.

### Il periodo Aragonese e vicereale
Il castello svolse un ruolo importante anche nel conflitto tra angioini e aragonesi che si combatté anche nella nostra regione mettendo a ferro e a fuoco anche castelli circostanti come quello di Fossaceca e forse quello di Balba. Verso la fine di febbraio del 1437 Alfonso V d'Aragona, dopo aver attraversato la Valle Caudina e Montesarchio, a causa delle forti nevicate e del maltempo si trattenne in Montefusco e da qui passò nel castello di Ceppaloni dove si trattenne diversi giorni, ospite del capitano di ventura Francesco Orsini che lo appoggiava.
Successivamente con Giacomo Antonio della Marra il castello divenne punto di forza della fazione angioina che appoggiava Renato d’Angiò. Ricordiamo che nel 1460 e poi nel dicembre 1461 nella valle del Sabato e in particolare nei territori di Chianche e Chianchetelle erano stanziati gli accampamenti delle truppe regie aragonesi al comando del capitano di ventura Alessandro Sforza che aveva il compito di controllare la zona e in particolare il libero transito sull'Appia.
Nel 1534 il castello con il feudo di Ceppaloni passò, per volere di Carlo V, nelle mani di don Roderigo d'Avalos, che vi dovette risiedere più o meno stabilmente. Lo stesso fecero i suoi successori Alfonso prima e Roderigo poi, con le loro famiglie. 
Nel 1576 il feudo di Ceppaloni fu venduto ai Cosso o Coscia che però risiedevano nel loro maggior feudo di Sant'Agata de' Goti. Dal 1605 al 1623, invece, il castello sarà la dimora abituale del feudatario, Giovan Tommaso Cosso, fratello del duca di S. Agata.
Acquistato nel 1634 con il feudo di Ceppaloni da Fabio de Lagonissa o della Leonessa, arcivescovo di Conza e patriarca di Antiochia, il castello fu da questi restaurato e stabilmente abitato. 
I della Leonessa continuarono a risiedervi con don Vincenzo, nipote del Patriarca, che per primo ebbe il titolo di duca di Ceppaloni. Nel castello nacque pure Geronimo, figlio del principe Tiberio Carafa e di Cristina Carafa, famiglia imparentata con i della Leonessa. A partire dunque dall'acquisto da parte del Patriarca, il castello fu la residenza del feudatario e della sua corte.
Nel 1688 il castello, ormai divenuto palazzo baronale, venne abbandonato a causa del terremoto. Ad abitare il castello resterà solo la famiglia del custode e sporadicamente il governatore di turno. Nel 1699 il castello cambia temporaneamente proprietario ed è abitato dalla duchessa di Apollosa, donna Maddalena Capece Piscicelli vedova Guindazzo. Ma è una breve parentesi. A parte forse qualche breve soggiorno da parte del feudatario, il castello sarà abitato sempre con carattere saltuario dal governatore pro tempore, che solo in qualche caso abitava con la moglie o con, al massimo, uno o due servitori.
I della Leonessa, che possedevano altri feudi, risiedevano a quel tempo nel palazzo ducale di San Martino Valle Caudina o a Sepino. In seguito, verso il 1740, sposteranno la loro residenza abituale in Napoli, alla stregua di tanti altri nobili del tempo.
Nel castello aveva sede l'ufficio della Curia ossia della Corte baronale, deputata all'amministrazione della giustizia, di competenza del feudatario e amministrata dal governatore che esplicava anche le funzioni di giudice. Per questo motivo all'interno delle sue mura ospitò anche il carcere feudale. 
Con l'abolizione della feudalità nel 1806, anche questi uffici cessarono di funzionare. Il castello dunque perse ogni funzione e questa situazione si trascinò lungo tutto l'arco del Ottocento sino ai primi del Novecento, quando fu venduto dalla baronessa donna Maria Argentina Pignatelli della Leonessa in Carelli, a diverse persone di Ceppaloni che suddivisero così i locali del castello in vari appartamenti. Attualmente il castello è acquisito al patrimonio comunale ed è in fase di ultimazione dei lavori di restauro.

## Struttura
Il castello di Ceppaloni, avendo subito numerose fasi costruttive nell'arco di nove secoli, presenta una forma architettonica caratterizzata dalla sovrapposizione degli schemi costruttivi. 
Pur ammettendo l'ipotesi di un preesistente fortilizio longobardo, il castello per alcune caratteristiche salienti del suo impianto architettonico è inquadrabile nella tipologia dei castelli normanni del XI e XII secolo.
Il castellum infatti sorge sulla cima del rilievo occupato dall'abitato ed è dotato di una cortina muraria che segue strettamente l'orografia della rupe. La pianta che ne risulta assume dunque nel nostro caso una forma che ricorda un triangolo i cui vertici sono più o meno arrotondati. 
Al perimetro esterno corrisponde una corte interna dalla medesima forma. Tra i due perimetri è posto il corpo dell'edificio, che si sviluppa su due livelli. Le tracce di interventi successivi soprattutto sulle strutture basamentali sono abbastanza evidenti.
Dall'analisi degli elementi architettonici si deve ritenere che l'impianto sia rimasto sostanzialmente invariato dall'epoca normanna e che poi abbia subito consistenti modifiche nelle strutture. Queste hanno interessato senz'altro le torri di cui era munito il castello.
Di queste torri ad impianto circolare, tipiche delle strutture normanne, ci resta solo quella posta al vertice di nord-ovest, alla cui base si apriva l'antico ingresso del castello. Il posizionamento di tale ingresso, rasente lo strapiombo, ricalca un'antica tecnica difensiva, che poneva gli ingressi dei fortilizi dietro una curva della strada d'accesso. In epoca successiva, venute meno le esigenze difensive, questa porta venne murata e il nuovo ingresso fu posto sul lato di sud-ovest. Il castello, dunque a partire dal XVI secolo, cessate le necessità militari, acquisiva sempre più le caratteristiche proprie di un palazzo baronale.